# 沈金强
沈金强（1963年10月—），男，汉族，江苏南京人，中华人民共和国政治人物，中国民主建国会会员，第十二届全国人民代表大会重庆地区代表。

## 生平
沈金强毕业于新加坡南洋理工大学管理经济学专业。2013年，担任全国人大代表。2018年2月24日，当选为第十三届全国人大代表。
2023年1月，任重庆市人大常委会副主任。